# Блаті тема
Те́ма Блаті — тема в шаховій композиції в багатоходівці. Суть теми — задача-блок з круговим маневром білої фігури для програшу темпу.

## Історія

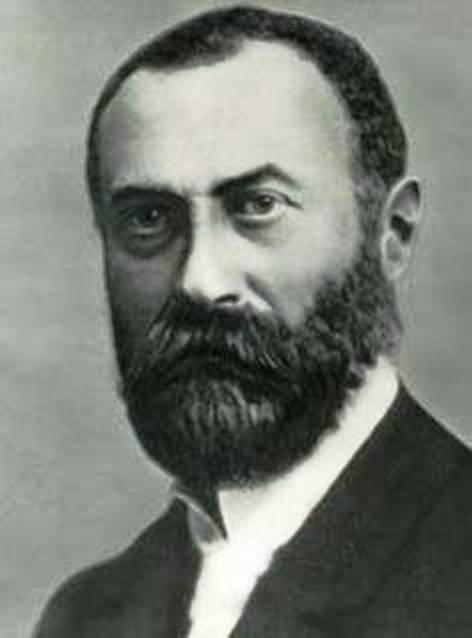
Отто Тітус Блаті

Ідею запропонував в першій половині ХХ століття угорський шаховий композитор  Отто Тітус Блаті (11.08.1860 — 26.09.1939).
У початковій позиції задачі на хід чорних є заготовлений мат, що підтверджує ілюзорна гра. Оскільки спочатку хід повинні зробити білі, то їм необхідно створити цю ж позицію, але при цьому щоб наступний хід був чорних, тобто необхідно програти темп. Біла фігура іде ніби по кругу і губить темп.
Ідея дістала назву — тема Блаті.
|   | a | b | c | d | e | f | g | h |   |
| 8 | c8 чорний слон · b7 чорний пішак · d7 чорний пішак · h7 чорний пішак · b6 білий король · d6 біла тура · h6 білий пішак · a5 чорний пішак · b5 білий кінь · d5 білий пішак · a4 біла тура · b4 чорний слон · c4 чорний король · e4 білий кінь · b3 чорний пішак · d3 чорна тура · h3 чорний пішак · b2 білий пішак · e2 білий слон · h2 білий пішак · d1 чорна тура | c8 чорний слон · b7 чорний пішак · d7 чорний пішак · h7 чорний пішак · b6 білий король · d6 біла тура · h6 білий пішак · a5 чорний пішак · b5 білий кінь · d5 білий пішак · a4 біла тура · b4 чорний слон · c4 чорний король · e4 білий кінь · b3 чорний пішак · d3 чорна тура · h3 чорний пішак · b2 білий пішак · e2 білий слон · h2 білий пішак · d1 чорна тура | c8 чорний слон · b7 чорний пішак · d7 чорний пішак · h7 чорний пішак · b6 білий король · d6 біла тура · h6 білий пішак · a5 чорний пішак · b5 білий кінь · d5 білий пішак · a4 біла тура · b4 чорний слон · c4 чорний король · e4 білий кінь · b3 чорний пішак · d3 чорна тура · h3 чорний пішак · b2 білий пішак · e2 білий слон · h2 білий пішак · d1 чорна тура | c8 чорний слон · b7 чорний пішак · d7 чорний пішак · h7 чорний пішак · b6 білий король · d6 біла тура · h6 білий пішак · a5 чорний пішак · b5 білий кінь · d5 білий пішак · a4 біла тура · b4 чорний слон · c4 чорний король · e4 білий кінь · b3 чорний пішак · d3 чорна тура · h3 чорний пішак · b2 білий пішак · e2 білий слон · h2 білий пішак · d1 чорна тура | c8 чорний слон · b7 чорний пішак · d7 чорний пішак · h7 чорний пішак · b6 білий король · d6 біла тура · h6 білий пішак · a5 чорний пішак · b5 білий кінь · d5 білий пішак · a4 біла тура · b4 чорний слон · c4 чорний король · e4 білий кінь · b3 чорний пішак · d3 чорна тура · h3 чорний пішак · b2 білий пішак · e2 білий слон · h2 білий пішак · d1 чорна тура | c8 чорний слон · b7 чорний пішак · d7 чорний пішак · h7 чорний пішак · b6 білий король · d6 біла тура · h6 білий пішак · a5 чорний пішак · b5 білий кінь · d5 білий пішак · a4 біла тура · b4 чорний слон · c4 чорний король · e4 білий кінь · b3 чорний пішак · d3 чорна тура · h3 чорний пішак · b2 білий пішак · e2 білий слон · h2 білий пішак · d1 чорна тура | c8 чорний слон · b7 чорний пішак · d7 чорний пішак · h7 чорний пішак · b6 білий король · d6 біла тура · h6 білий пішак · a5 чорний пішак · b5 білий кінь · d5 білий пішак · a4 біла тура · b4 чорний слон · c4 чорний король · e4 білий кінь · b3 чорний пішак · d3 чорна тура · h3 чорний пішак · b2 білий пішак · e2 білий слон · h2 білий пішак · d1 чорна тура | c8 чорний слон · b7 чорний пішак · d7 чорний пішак · h7 чорний пішак · b6 білий король · d6 біла тура · h6 білий пішак · a5 чорний пішак · b5 білий кінь · d5 білий пішак · a4 біла тура · b4 чорний слон · c4 чорний король · e4 білий кінь · b3 чорний пішак · d3 чорна тура · h3 чорний пішак · b2 білий пішак · e2 білий слон · h2 білий пішак · d1 чорна тура | 8 |
| 7 | c8 чорний слон · b7 чорний пішак · d7 чорний пішак · h7 чорний пішак · b6 білий король · d6 біла тура · h6 білий пішак · a5 чорний пішак · b5 білий кінь · d5 білий пішак · a4 біла тура · b4 чорний слон · c4 чорний король · e4 білий кінь · b3 чорний пішак · d3 чорна тура · h3 чорний пішак · b2 білий пішак · e2 білий слон · h2 білий пішак · d1 чорна тура | c8 чорний слон · b7 чорний пішак · d7 чорний пішак · h7 чорний пішак · b6 білий король · d6 біла тура · h6 білий пішак · a5 чорний пішак · b5 білий кінь · d5 білий пішак · a4 біла тура · b4 чорний слон · c4 чорний король · e4 білий кінь · b3 чорний пішак · d3 чорна тура · h3 чорний пішак · b2 білий пішак · e2 білий слон · h2 білий пішак · d1 чорна тура | c8 чорний слон · b7 чорний пішак · d7 чорний пішак · h7 чорний пішак · b6 білий король · d6 біла тура · h6 білий пішак · a5 чорний пішак · b5 білий кінь · d5 білий пішак · a4 біла тура · b4 чорний слон · c4 чорний король · e4 білий кінь · b3 чорний пішак · d3 чорна тура · h3 чорний пішак · b2 білий пішак · e2 білий слон · h2 білий пішак · d1 чорна тура | c8 чорний слон · b7 чорний пішак · d7 чорний пішак · h7 чорний пішак · b6 білий король · d6 біла тура · h6 білий пішак · a5 чорний пішак · b5 білий кінь · d5 білий пішак · a4 біла тура · b4 чорний слон · c4 чорний король · e4 білий кінь · b3 чорний пішак · d3 чорна тура · h3 чорний пішак · b2 білий пішак · e2 білий слон · h2 білий пішак · d1 чорна тура | c8 чорний слон · b7 чорний пішак · d7 чорний пішак · h7 чорний пішак · b6 білий король · d6 біла тура · h6 білий пішак · a5 чорний пішак · b5 білий кінь · d5 білий пішак · a4 біла тура · b4 чорний слон · c4 чорний король · e4 білий кінь · b3 чорний пішак · d3 чорна тура · h3 чорний пішак · b2 білий пішак · e2 білий слон · h2 білий пішак · d1 чорна тура | c8 чорний слон · b7 чорний пішак · d7 чорний пішак · h7 чорний пішак · b6 білий король · d6 біла тура · h6 білий пішак · a5 чорний пішак · b5 білий кінь · d5 білий пішак · a4 біла тура · b4 чорний слон · c4 чорний король · e4 білий кінь · b3 чорний пішак · d3 чорна тура · h3 чорний пішак · b2 білий пішак · e2 білий слон · h2 білий пішак · d1 чорна тура | c8 чорний слон · b7 чорний пішак · d7 чорний пішак · h7 чорний пішак · b6 білий король · d6 біла тура · h6 білий пішак · a5 чорний пішак · b5 білий кінь · d5 білий пішак · a4 біла тура · b4 чорний слон · c4 чорний король · e4 білий кінь · b3 чорний пішак · d3 чорна тура · h3 чорний пішак · b2 білий пішак · e2 білий слон · h2 білий пішак · d1 чорна тура | c8 чорний слон · b7 чорний пішак · d7 чорний пішак · h7 чорний пішак · b6 білий король · d6 біла тура · h6 білий пішак · a5 чорний пішак · b5 білий кінь · d5 білий пішак · a4 біла тура · b4 чорний слон · c4 чорний король · e4 білий кінь · b3 чорний пішак · d3 чорна тура · h3 чорний пішак · b2 білий пішак · e2 білий слон · h2 білий пішак · d1 чорна тура | 7 |
| 6 | c8 чорний слон · b7 чорний пішак · d7 чорний пішак · h7 чорний пішак · b6 білий король · d6 біла тура · h6 білий пішак · a5 чорний пішак · b5 білий кінь · d5 білий пішак · a4 біла тура · b4 чорний слон · c4 чорний король · e4 білий кінь · b3 чорний пішак · d3 чорна тура · h3 чорний пішак · b2 білий пішак · e2 білий слон · h2 білий пішак · d1 чорна тура | c8 чорний слон · b7 чорний пішак · d7 чорний пішак · h7 чорний пішак · b6 білий король · d6 біла тура · h6 білий пішак · a5 чорний пішак · b5 білий кінь · d5 білий пішак · a4 біла тура · b4 чорний слон · c4 чорний король · e4 білий кінь · b3 чорний пішак · d3 чорна тура · h3 чорний пішак · b2 білий пішак · e2 білий слон · h2 білий пішак · d1 чорна тура | c8 чорний слон · b7 чорний пішак · d7 чорний пішак · h7 чорний пішак · b6 білий король · d6 біла тура · h6 білий пішак · a5 чорний пішак · b5 білий кінь · d5 білий пішак · a4 біла тура · b4 чорний слон · c4 чорний король · e4 білий кінь · b3 чорний пішак · d3 чорна тура · h3 чорний пішак · b2 білий пішак · e2 білий слон · h2 білий пішак · d1 чорна тура | c8 чорний слон · b7 чорний пішак · d7 чорний пішак · h7 чорний пішак · b6 білий король · d6 біла тура · h6 білий пішак · a5 чорний пішак · b5 білий кінь · d5 білий пішак · a4 біла тура · b4 чорний слон · c4 чорний король · e4 білий кінь · b3 чорний пішак · d3 чорна тура · h3 чорний пішак · b2 білий пішак · e2 білий слон · h2 білий пішак · d1 чорна тура | c8 чорний слон · b7 чорний пішак · d7 чорний пішак · h7 чорний пішак · b6 білий король · d6 біла тура · h6 білий пішак · a5 чорний пішак · b5 білий кінь · d5 білий пішак · a4 біла тура · b4 чорний слон · c4 чорний король · e4 білий кінь · b3 чорний пішак · d3 чорна тура · h3 чорний пішак · b2 білий пішак · e2 білий слон · h2 білий пішак · d1 чорна тура | c8 чорний слон · b7 чорний пішак · d7 чорний пішак · h7 чорний пішак · b6 білий король · d6 біла тура · h6 білий пішак · a5 чорний пішак · b5 білий кінь · d5 білий пішак · a4 біла тура · b4 чорний слон · c4 чорний король · e4 білий кінь · b3 чорний пішак · d3 чорна тура · h3 чорний пішак · b2 білий пішак · e2 білий слон · h2 білий пішак · d1 чорна тура | c8 чорний слон · b7 чорний пішак · d7 чорний пішак · h7 чорний пішак · b6 білий король · d6 біла тура · h6 білий пішак · a5 чорний пішак · b5 білий кінь · d5 білий пішак · a4 біла тура · b4 чорний слон · c4 чорний король · e4 білий кінь · b3 чорний пішак · d3 чорна тура · h3 чорний пішак · b2 білий пішак · e2 білий слон · h2 білий пішак · d1 чорна тура | c8 чорний слон · b7 чорний пішак · d7 чорний пішак · h7 чорний пішак · b6 білий король · d6 біла тура · h6 білий пішак · a5 чорний пішак · b5 білий кінь · d5 білий пішак · a4 біла тура · b4 чорний слон · c4 чорний король · e4 білий кінь · b3 чорний пішак · d3 чорна тура · h3 чорний пішак · b2 білий пішак · e2 білий слон · h2 білий пішак · d1 чорна тура | 6 |
| 5 | c8 чорний слон · b7 чорний пішак · d7 чорний пішак · h7 чорний пішак · b6 білий король · d6 біла тура · h6 білий пішак · a5 чорний пішак · b5 білий кінь · d5 білий пішак · a4 біла тура · b4 чорний слон · c4 чорний король · e4 білий кінь · b3 чорний пішак · d3 чорна тура · h3 чорний пішак · b2 білий пішак · e2 білий слон · h2 білий пішак · d1 чорна тура | c8 чорний слон · b7 чорний пішак · d7 чорний пішак · h7 чорний пішак · b6 білий король · d6 біла тура · h6 білий пішак · a5 чорний пішак · b5 білий кінь · d5 білий пішак · a4 біла тура · b4 чорний слон · c4 чорний король · e4 білий кінь · b3 чорний пішак · d3 чорна тура · h3 чорний пішак · b2 білий пішак · e2 білий слон · h2 білий пішак · d1 чорна тура | c8 чорний слон · b7 чорний пішак · d7 чорний пішак · h7 чорний пішак · b6 білий король · d6 біла тура · h6 білий пішак · a5 чорний пішак · b5 білий кінь · d5 білий пішак · a4 біла тура · b4 чорний слон · c4 чорний король · e4 білий кінь · b3 чорний пішак · d3 чорна тура · h3 чорний пішак · b2 білий пішак · e2 білий слон · h2 білий пішак · d1 чорна тура | c8 чорний слон · b7 чорний пішак · d7 чорний пішак · h7 чорний пішак · b6 білий король · d6 біла тура · h6 білий пішак · a5 чорний пішак · b5 білий кінь · d5 білий пішак · a4 біла тура · b4 чорний слон · c4 чорний король · e4 білий кінь · b3 чорний пішак · d3 чорна тура · h3 чорний пішак · b2 білий пішак · e2 білий слон · h2 білий пішак · d1 чорна тура | c8 чорний слон · b7 чорний пішак · d7 чорний пішак · h7 чорний пішак · b6 білий король · d6 біла тура · h6 білий пішак · a5 чорний пішак · b5 білий кінь · d5 білий пішак · a4 біла тура · b4 чорний слон · c4 чорний король · e4 білий кінь · b3 чорний пішак · d3 чорна тура · h3 чорний пішак · b2 білий пішак · e2 білий слон · h2 білий пішак · d1 чорна тура | c8 чорний слон · b7 чорний пішак · d7 чорний пішак · h7 чорний пішак · b6 білий король · d6 біла тура · h6 білий пішак · a5 чорний пішак · b5 білий кінь · d5 білий пішак · a4 біла тура · b4 чорний слон · c4 чорний король · e4 білий кінь · b3 чорний пішак · d3 чорна тура · h3 чорний пішак · b2 білий пішак · e2 білий слон · h2 білий пішак · d1 чорна тура | c8 чорний слон · b7 чорний пішак · d7 чорний пішак · h7 чорний пішак · b6 білий король · d6 біла тура · h6 білий пішак · a5 чорний пішак · b5 білий кінь · d5 білий пішак · a4 біла тура · b4 чорний слон · c4 чорний король · e4 білий кінь · b3 чорний пішак · d3 чорна тура · h3 чорний пішак · b2 білий пішак · e2 білий слон · h2 білий пішак · d1 чорна тура | c8 чорний слон · b7 чорний пішак · d7 чорний пішак · h7 чорний пішак · b6 білий король · d6 біла тура · h6 білий пішак · a5 чорний пішак · b5 білий кінь · d5 білий пішак · a4 біла тура · b4 чорний слон · c4 чорний король · e4 білий кінь · b3 чорний пішак · d3 чорна тура · h3 чорний пішак · b2 білий пішак · e2 білий слон · h2 білий пішак · d1 чорна тура | 5 |
| 4 | c8 чорний слон · b7 чорний пішак · d7 чорний пішак · h7 чорний пішак · b6 білий король · d6 біла тура · h6 білий пішак · a5 чорний пішак · b5 білий кінь · d5 білий пішак · a4 біла тура · b4 чорний слон · c4 чорний король · e4 білий кінь · b3 чорний пішак · d3 чорна тура · h3 чорний пішак · b2 білий пішак · e2 білий слон · h2 білий пішак · d1 чорна тура | c8 чорний слон · b7 чорний пішак · d7 чорний пішак · h7 чорний пішак · b6 білий король · d6 біла тура · h6 білий пішак · a5 чорний пішак · b5 білий кінь · d5 білий пішак · a4 біла тура · b4 чорний слон · c4 чорний король · e4 білий кінь · b3 чорний пішак · d3 чорна тура · h3 чорний пішак · b2 білий пішак · e2 білий слон · h2 білий пішак · d1 чорна тура | c8 чорний слон · b7 чорний пішак · d7 чорний пішак · h7 чорний пішак · b6 білий король · d6 біла тура · h6 білий пішак · a5 чорний пішак · b5 білий кінь · d5 білий пішак · a4 біла тура · b4 чорний слон · c4 чорний король · e4 білий кінь · b3 чорний пішак · d3 чорна тура · h3 чорний пішак · b2 білий пішак · e2 білий слон · h2 білий пішак · d1 чорна тура | c8 чорний слон · b7 чорний пішак · d7 чорний пішак · h7 чорний пішак · b6 білий король · d6 біла тура · h6 білий пішак · a5 чорний пішак · b5 білий кінь · d5 білий пішак · a4 біла тура · b4 чорний слон · c4 чорний король · e4 білий кінь · b3 чорний пішак · d3 чорна тура · h3 чорний пішак · b2 білий пішак · e2 білий слон · h2 білий пішак · d1 чорна тура | c8 чорний слон · b7 чорний пішак · d7 чорний пішак · h7 чорний пішак · b6 білий король · d6 біла тура · h6 білий пішак · a5 чорний пішак · b5 білий кінь · d5 білий пішак · a4 біла тура · b4 чорний слон · c4 чорний король · e4 білий кінь · b3 чорний пішак · d3 чорна тура · h3 чорний пішак · b2 білий пішак · e2 білий слон · h2 білий пішак · d1 чорна тура | c8 чорний слон · b7 чорний пішак · d7 чорний пішак · h7 чорний пішак · b6 білий король · d6 біла тура · h6 білий пішак · a5 чорний пішак · b5 білий кінь · d5 білий пішак · a4 біла тура · b4 чорний слон · c4 чорний король · e4 білий кінь · b3 чорний пішак · d3 чорна тура · h3 чорний пішак · b2 білий пішак · e2 білий слон · h2 білий пішак · d1 чорна тура | c8 чорний слон · b7 чорний пішак · d7 чорний пішак · h7 чорний пішак · b6 білий король · d6 біла тура · h6 білий пішак · a5 чорний пішак · b5 білий кінь · d5 білий пішак · a4 біла тура · b4 чорний слон · c4 чорний король · e4 білий кінь · b3 чорний пішак · d3 чорна тура · h3 чорний пішак · b2 білий пішак · e2 білий слон · h2 білий пішак · d1 чорна тура | c8 чорний слон · b7 чорний пішак · d7 чорний пішак · h7 чорний пішак · b6 білий король · d6 біла тура · h6 білий пішак · a5 чорний пішак · b5 білий кінь · d5 білий пішак · a4 біла тура · b4 чорний слон · c4 чорний король · e4 білий кінь · b3 чорний пішак · d3 чорна тура · h3 чорний пішак · b2 білий пішак · e2 білий слон · h2 білий пішак · d1 чорна тура | 4 |
| 3 | c8 чорний слон · b7 чорний пішак · d7 чорний пішак · h7 чорний пішак · b6 білий король · d6 біла тура · h6 білий пішак · a5 чорний пішак · b5 білий кінь · d5 білий пішак · a4 біла тура · b4 чорний слон · c4 чорний король · e4 білий кінь · b3 чорний пішак · d3 чорна тура · h3 чорний пішак · b2 білий пішак · e2 білий слон · h2 білий пішак · d1 чорна тура | c8 чорний слон · b7 чорний пішак · d7 чорний пішак · h7 чорний пішак · b6 білий король · d6 біла тура · h6 білий пішак · a5 чорний пішак · b5 білий кінь · d5 білий пішак · a4 біла тура · b4 чорний слон · c4 чорний король · e4 білий кінь · b3 чорний пішак · d3 чорна тура · h3 чорний пішак · b2 білий пішак · e2 білий слон · h2 білий пішак · d1 чорна тура | c8 чорний слон · b7 чорний пішак · d7 чорний пішак · h7 чорний пішак · b6 білий король · d6 біла тура · h6 білий пішак · a5 чорний пішак · b5 білий кінь · d5 білий пішак · a4 біла тура · b4 чорний слон · c4 чорний король · e4 білий кінь · b3 чорний пішак · d3 чорна тура · h3 чорний пішак · b2 білий пішак · e2 білий слон · h2 білий пішак · d1 чорна тура | c8 чорний слон · b7 чорний пішак · d7 чорний пішак · h7 чорний пішак · b6 білий король · d6 біла тура · h6 білий пішак · a5 чорний пішак · b5 білий кінь · d5 білий пішак · a4 біла тура · b4 чорний слон · c4 чорний король · e4 білий кінь · b3 чорний пішак · d3 чорна тура · h3 чорний пішак · b2 білий пішак · e2 білий слон · h2 білий пішак · d1 чорна тура | c8 чорний слон · b7 чорний пішак · d7 чорний пішак · h7 чорний пішак · b6 білий король · d6 біла тура · h6 білий пішак · a5 чорний пішак · b5 білий кінь · d5 білий пішак · a4 біла тура · b4 чорний слон · c4 чорний король · e4 білий кінь · b3 чорний пішак · d3 чорна тура · h3 чорний пішак · b2 білий пішак · e2 білий слон · h2 білий пішак · d1 чорна тура | c8 чорний слон · b7 чорний пішак · d7 чорний пішак · h7 чорний пішак · b6 білий король · d6 біла тура · h6 білий пішак · a5 чорний пішак · b5 білий кінь · d5 білий пішак · a4 біла тура · b4 чорний слон · c4 чорний король · e4 білий кінь · b3 чорний пішак · d3 чорна тура · h3 чорний пішак · b2 білий пішак · e2 білий слон · h2 білий пішак · d1 чорна тура | c8 чорний слон · b7 чорний пішак · d7 чорний пішак · h7 чорний пішак · b6 білий король · d6 біла тура · h6 білий пішак · a5 чорний пішак · b5 білий кінь · d5 білий пішак · a4 біла тура · b4 чорний слон · c4 чорний король · e4 білий кінь · b3 чорний пішак · d3 чорна тура · h3 чорний пішак · b2 білий пішак · e2 білий слон · h2 білий пішак · d1 чорна тура | c8 чорний слон · b7 чорний пішак · d7 чорний пішак · h7 чорний пішак · b6 білий король · d6 біла тура · h6 білий пішак · a5 чорний пішак · b5 білий кінь · d5 білий пішак · a4 біла тура · b4 чорний слон · c4 чорний король · e4 білий кінь · b3 чорний пішак · d3 чорна тура · h3 чорний пішак · b2 білий пішак · e2 білий слон · h2 білий пішак · d1 чорна тура | 3 |
| 2 | c8 чорний слон · b7 чорний пішак · d7 чорний пішак · h7 чорний пішак · b6 білий король · d6 біла тура · h6 білий пішак · a5 чорний пішак · b5 білий кінь · d5 білий пішак · a4 біла тура · b4 чорний слон · c4 чорний король · e4 білий кінь · b3 чорний пішак · d3 чорна тура · h3 чорний пішак · b2 білий пішак · e2 білий слон · h2 білий пішак · d1 чорна тура | c8 чорний слон · b7 чорний пішак · d7 чорний пішак · h7 чорний пішак · b6 білий король · d6 біла тура · h6 білий пішак · a5 чорний пішак · b5 білий кінь · d5 білий пішак · a4 біла тура · b4 чорний слон · c4 чорний король · e4 білий кінь · b3 чорний пішак · d3 чорна тура · h3 чорний пішак · b2 білий пішак · e2 білий слон · h2 білий пішак · d1 чорна тура | c8 чорний слон · b7 чорний пішак · d7 чорний пішак · h7 чорний пішак · b6 білий король · d6 біла тура · h6 білий пішак · a5 чорний пішак · b5 білий кінь · d5 білий пішак · a4 біла тура · b4 чорний слон · c4 чорний король · e4 білий кінь · b3 чорний пішак · d3 чорна тура · h3 чорний пішак · b2 білий пішак · e2 білий слон · h2 білий пішак · d1 чорна тура | c8 чорний слон · b7 чорний пішак · d7 чорний пішак · h7 чорний пішак · b6 білий король · d6 біла тура · h6 білий пішак · a5 чорний пішак · b5 білий кінь · d5 білий пішак · a4 біла тура · b4 чорний слон · c4 чорний король · e4 білий кінь · b3 чорний пішак · d3 чорна тура · h3 чорний пішак · b2 білий пішак · e2 білий слон · h2 білий пішак · d1 чорна тура | c8 чорний слон · b7 чорний пішак · d7 чорний пішак · h7 чорний пішак · b6 білий король · d6 біла тура · h6 білий пішак · a5 чорний пішак · b5 білий кінь · d5 білий пішак · a4 біла тура · b4 чорний слон · c4 чорний король · e4 білий кінь · b3 чорний пішак · d3 чорна тура · h3 чорний пішак · b2 білий пішак · e2 білий слон · h2 білий пішак · d1 чорна тура | c8 чорний слон · b7 чорний пішак · d7 чорний пішак · h7 чорний пішак · b6 білий король · d6 біла тура · h6 білий пішак · a5 чорний пішак · b5 білий кінь · d5 білий пішак · a4 біла тура · b4 чорний слон · c4 чорний король · e4 білий кінь · b3 чорний пішак · d3 чорна тура · h3 чорний пішак · b2 білий пішак · e2 білий слон · h2 білий пішак · d1 чорна тура | c8 чорний слон · b7 чорний пішак · d7 чорний пішак · h7 чорний пішак · b6 білий король · d6 біла тура · h6 білий пішак · a5 чорний пішак · b5 білий кінь · d5 білий пішак · a4 біла тура · b4 чорний слон · c4 чорний король · e4 білий кінь · b3 чорний пішак · d3 чорна тура · h3 чорний пішак · b2 білий пішак · e2 білий слон · h2 білий пішак · d1 чорна тура | c8 чорний слон · b7 чорний пішак · d7 чорний пішак · h7 чорний пішак · b6 білий король · d6 біла тура · h6 білий пішак · a5 чорний пішак · b5 білий кінь · d5 білий пішак · a4 біла тура · b4 чорний слон · c4 чорний король · e4 білий кінь · b3 чорний пішак · d3 чорна тура · h3 чорний пішак · b2 білий пішак · e2 білий слон · h2 білий пішак · d1 чорна тура | 2 |
| 1 | c8 чорний слон · b7 чорний пішак · d7 чорний пішак · h7 чорний пішак · b6 білий король · d6 біла тура · h6 білий пішак · a5 чорний пішак · b5 білий кінь · d5 білий пішак · a4 біла тура · b4 чорний слон · c4 чорний король · e4 білий кінь · b3 чорний пішак · d3 чорна тура · h3 чорний пішак · b2 білий пішак · e2 білий слон · h2 білий пішак · d1 чорна тура | c8 чорний слон · b7 чорний пішак · d7 чорний пішак · h7 чорний пішак · b6 білий король · d6 біла тура · h6 білий пішак · a5 чорний пішак · b5 білий кінь · d5 білий пішак · a4 біла тура · b4 чорний слон · c4 чорний король · e4 білий кінь · b3 чорний пішак · d3 чорна тура · h3 чорний пішак · b2 білий пішак · e2 білий слон · h2 білий пішак · d1 чорна тура | c8 чорний слон · b7 чорний пішак · d7 чорний пішак · h7 чорний пішак · b6 білий король · d6 біла тура · h6 білий пішак · a5 чорний пішак · b5 білий кінь · d5 білий пішак · a4 біла тура · b4 чорний слон · c4 чорний король · e4 білий кінь · b3 чорний пішак · d3 чорна тура · h3 чорний пішак · b2 білий пішак · e2 білий слон · h2 білий пішак · d1 чорна тура | c8 чорний слон · b7 чорний пішак · d7 чорний пішак · h7 чорний пішак · b6 білий король · d6 біла тура · h6 білий пішак · a5 чорний пішак · b5 білий кінь · d5 білий пішак · a4 біла тура · b4 чорний слон · c4 чорний король · e4 білий кінь · b3 чорний пішак · d3 чорна тура · h3 чорний пішак · b2 білий пішак · e2 білий слон · h2 білий пішак · d1 чорна тура | c8 чорний слон · b7 чорний пішак · d7 чорний пішак · h7 чорний пішак · b6 білий король · d6 біла тура · h6 білий пішак · a5 чорний пішак · b5 білий кінь · d5 білий пішак · a4 біла тура · b4 чорний слон · c4 чорний король · e4 білий кінь · b3 чорний пішак · d3 чорна тура · h3 чорний пішак · b2 білий пішак · e2 білий слон · h2 білий пішак · d1 чорна тура | c8 чорний слон · b7 чорний пішак · d7 чорний пішак · h7 чорний пішак · b6 білий король · d6 біла тура · h6 білий пішак · a5 чорний пішак · b5 білий кінь · d5 білий пішак · a4 біла тура · b4 чорний слон · c4 чорний король · e4 білий кінь · b3 чорний пішак · d3 чорна тура · h3 чорний пішак · b2 білий пішак · e2 білий слон · h2 білий пішак · d1 чорна тура | c8 чорний слон · b7 чорний пішак · d7 чорний пішак · h7 чорний пішак · b6 білий король · d6 біла тура · h6 білий пішак · a5 чорний пішак · b5 білий кінь · d5 білий пішак · a4 біла тура · b4 чорний слон · c4 чорний король · e4 білий кінь · b3 чорний пішак · d3 чорна тура · h3 чорний пішак · b2 білий пішак · e2 білий слон · h2 білий пішак · d1 чорна тура | c8 чорний слон · b7 чорний пішак · d7 чорний пішак · h7 чорний пішак · b6 білий король · d6 біла тура · h6 білий пішак · a5 чорний пішак · b5 білий кінь · d5 білий пішак · a4 біла тура · b4 чорний слон · c4 чорний король · e4 білий кінь · b3 чорний пішак · d3 чорна тура · h3 чорний пішак · b2 білий пішак · e2 білий слон · h2 білий пішак · d1 чорна тура | 1 |
|   | a | b | c | d | e | f | g | h |   |

FEN: 2b5/1p1p3p/1K1R3P/pN1P4/Rbk1N3/1p1r3p/1P2B2P/3r4
1. ... R1~ 2. Sd2#
1. Sg5! Rf1 2. Se6 ~ 3. Sa3#
          2. ... Ra1 3. Sc5 ~ 4. Bd3#
              3. ... Rd1 4. Se4! R1~ 5. Sd2#
В початковій позиції на будь-який хід чорної тури «d1» заготовлений мат, але спочатку повинен бути вступний хід білих, після якого змінюється позиція чорної тури. Білі вдаються до маневру свого коня, який ходить ніби по кругу, приходячи на то ж поле, з якого пішов. При кожному ході білого коня створюється загроза і чорна тура змушена робити ходи, в кінцевому результаті повністю відновлюється початкова позиція, але тепер хід чорних і лише турою «d1», білі оголошують мат, який був анонсований в ілюзорній грі.